# Перрет
Перре́т (фр. Perret, брет. Perred) — коммуна во Франции, находится в регионе Бретань. Департамент — Кот-д’Армор. Входит в состав кантона Гуарек. Округ коммуны — Генган.
Код INSEE коммуны — 22167.

## География
Коммуна расположена приблизительно в 420 км к западу от Парижа, в 110 км западнее Ренна, в 50 км к юго-западу от Сен-Бриё.
Вдоль северной границы коммуны протекает река Блаве.

## Население
Население коммуны на 2008 год составляло 179 человек.
| 1962 | 1968 | 1975 | 1982 | 1990 | 1999 | 2008 |
| ---- | ---- | ---- | ---- | ---- | ---- | ---- |
| 299  | 318  | 288  | 272  | 220  | 190  | 179  |

## Администрация
| Период | Период | Фамилия         | Партия | Примечания |
| ------ | ------ | --------------- | ------ | ---------- |
| 2001   | 2008   | Жак дю Понтавис |        |            |
| 2008   | 2014   | Анн Гийемо      |        |            |

## Экономика
В 2007 году среди 91 человека в трудоспособном возрасте (15—64 лет) 67 были экономически активными, 24 — неактивными (показатель активности — 73,6 %, в 1999 году было 63,0 %). Из 67 активных работали 57 человек (30 мужчин и 27 женщин), безработных было 10 (6 мужчин и 4 женщины). Среди 24 неактивных 3 человека были учениками или студентами, 13 — пенсионерами, 8 были неактивными по другим причинам.

## Достопримечательности
- Старые кузницы (XVII век). Исторический памятник с 1981 года[3]